# Правалени (Хунедоара)
Правалени (рум. Prăvăleni) насеље је у Румунији у округу Хунедоара у општини Ваца Де Жос. Oпштина се налази на надморској висини од 280 m.

## Становништво
Према подацима из 2002. године у насељу је живело 349 становника, од којих су сви румунске националности.